# NGC 3954
NGC 3954 (другие обозначения — UGC 6866, MCG 4-28-91, ZWG 127.98, ARAK 331, PGC 37291) — компактная галактика в созвездии Льва. Открыта Уильямом Гершелем в 1785 году.
Этот объект входит в число перечисленных в оригинальной редакции «Нового общего каталога».
Галактика NGC 3954 входит в состав группы галактик A1367. Помимо NGC 3954 в группу также входят ещё 20 галактик. Скопление уверенно делится на две подгруппы со схожими свойствами, NGC 3954 входит в первую из них вместе с NGC 3937, NGC 3940, NGC 3943, NGC 3947, NGC 3954, Z 127-100 и Z 127-82.